# Zapotok, Sodražica
Zapotok este o localitate din comuna Sodražica, Slovenia, cu o populație de 192 de locuitori.